# Wamsutter
Wamsutter város az USA Wyoming államában, Sweetwater megyében. Lakosainak száma 203 fő (2020. április 1.).

## Népesség
A település népességének változása:

| 2010 | 451 |
| 2020 | 203 |